# 昭和薬科大学附属高等学校・中学校
昭和薬科大学附属高等学校・中学校（しょうわやっかだいがくふぞくこうとうがっこう・ちゅうがっこう、英称：The Junior and Senior High School Affiliated to Showa Pharmaceutical University）は、沖縄県浦添市に所在し、中高一貫教育を提供する私立中学校・高等学校。

## 概要
昭和薬科大学が設立した附属学校。附属高等学校開校当時、同大学第7代理事長・荻原光太郎は「太平洋戦争によって多大な犠牲を受けた沖縄県の復興・発展に、教育を通じた人材育成で貢献したい」という思いを述べている。1986年附属中学校を開校し、2003年から中高完全一貫教育校へ移行した。

## 沿革
- 1974年 - 附属高等学校　開校（1学年定員60名）
- 1981年 - 附属高等学校　1学年定員の変更認可（1学年定員80名）
- 1983年 - 附属高等学校　1学年定員の変更認可（1学年定員160名）
- 1985年 - 沖縄県へ中学校設置認可申請書提出
- 1986年 - 附属中学校　開校（1学年定員80名）
- 1988年 - 附属中学校　1学年定員の変更認可（1学年定員120名）
- 1994年 - 附属高等学校　1学年定員の変更認可（1学年定員200名）
- 1997年 - 第6回全国高等学校漫画選手権大会優勝
- 2001年 - 附属中学校　1学年定員の変更認可（1学年定員160名）
- 2003年 - 附属中学校　1学年定員の変更認可（1学年定員200名）
- 2008年 - 中学3年、高校2年での二回の修学旅行を統合し、高校1年の一回に変更。[1](ただし、新型コロナの影響により、1年修学旅行を延期した事から、現在は暫定的に高校2年生で行なっている。)
- 2010年 - 新たな行事として「秋まつり」を新設。(必ずしも名前が秋祭りとは限らない。また、りんどう祭と違い、高校生が中心となっている。)
- 2016年 - 新校舎完成
- 2021年 - 新体育館完成

## 歴代校長
- 初代 宮島長純（1974年 - 1977年）
- 2代 山城昌輝（1978年 - 1985年）
- 3代 宮里毅（1986年 - 1993年）
- 4代 比嘉定俊（1994年 - 2000年）
- 5代 安室肇（2001年 - 2007年）
- 6代 稲福達也（2008年 - 2015年）
- 7代 諸見里明（2016年 - 2022年）
- 8代 冨里一公（2023年 - ）

## 特徴
- 広い区域から通学者がおり、また校舎が丘の上という立地条件のため、登校時10路線（嘉手納、コザ、豊見城、南風原、琉大、普天間、安里、与儀、新都心A、新都心B)、下校時8(土曜日のみ9)路線(安里、与儀、おもろまち駅経由首里(安里・首里統合線)、首里、西原(土曜日のみ)首里西原、城間、新都心、城間新都心)のスクールバスを使って無料運行し、生徒の登下校の便宜を図っている。また利用生徒が少ない時間帯は首里線と西原線を統合して運行し、比較的満員になりやすい安里線を増便する措置を取っている、もしくは降りる人が多い沖縄都市モノレール（ゆいレール）おもろまち駅を経由した首里線を運行している。(統合線)
- 登校時、時刻表には掲載していないが一部の路線で混雑する場合がある。その場合、途中から同一区間を通る路線を臨時延長して、2本通すようにしたり、臨時便を運行することがある。(直近例:豊見城線)
- 学習に関する質問等をしやすくするため、教科ごとに少数の教師で構成される職員室（ゼミ室）が多数用意されている。
- 校時外講座を豊富に開講している。しかし、学区が県内全域にまたがっているという特性上、早朝には必修講座を開講しないというのが基本姿勢であるが、早朝の講座も用意されている。
- 全館冷房を完備。(新校舎のみ)
- 冷水機が設置されている。
- 体育館は第1・第2体育館の2つを有する。また、講義・剣道・空手などに利用される創立20周年記念会館がある。
- 図書館は、41,000冊の蔵書、デジタル資料、インターネット設備等を備えており、県内の中学・高等学校図書館としては最大規模を誇る。
- 図書館には、生徒が課題や調べ物で使えるノートPC(MacBook Pro)が12台あったが、2020年頃に全て一新され、2022年11月現在はEpson製Endeavor(第6世代Celeron搭載,RAM8GB,HD)が12台、mouse製mouse(第8世代Core i5搭載RAM8GB,FHD)が12台、iiyama製STYLE(Core i3-10100搭載,RAM8GB,FHD)[2]が2台運用されている。今後も台数が増える予定。蔵書検索は専用端末を含む全ての館内PCで行える。
- 校内には中・高共通の食堂・売店があり、高校生は昼食時・放課後それぞれ弁当や飲料の購入、食事ができる。中学生は放課後からしか利用できない。
- 社会の変化に対応した情報教育を行うための、マルチメディア教室がある。（PCはWindows 7 Professionalだったが、2019年頃Windows 7のサービス終了に伴ってWindows 10 Proの新型機に更新された。第8世代Core i3を搭載するが、RAMは4GBしか無い為、動作は快適ではない。また、容量不明のSSDを搭載するが、起動時にHDDのサーバーから読み込みリセットする為、無用の長物となっている。）
- 校舎内は無線LANが完備されており、ワイヤレスでインターネットが可能（生徒は使えない）となっている。また、図書館も独自の無線LANネットワークを有する。(但し、正門側を除きほぼ森に囲まれている為、通信環境が悪い場合がある。)また、現在では後述のBYODに基づき、寄付金による生徒用無線LANの整備を目標にしている。
- 2023年度までは一部の場所・時間を除き原則校内でのスマホ使用は禁止だったが(持ち込みは可)、2024年度からBYOD(Bring Your Own Device)の導入に伴い段階的にスマホの使用が許可された。2024年度時点では高校生のみ使用可能である。

## 時程表
月曜日
- SHR  -  8:45～ 8:55
- 1校時 -  9:00～ 9:50
- 2校時 - 10:00～10:50
- 3校時 - 11:00～11:50
- 4校時 - 12:00～12:50
- 昼休み（昼食） - 12:50～13:40
- 5校時 - 13:40～14:30
- 6校時 - 14:40～15:30
- 清掃、SHR - 15:30～16:00

火・水・木・金曜日
- SHR  -  8:45～ 8:55
- 1校時 -  9:00～ 9:50
- 2校時 - 10:00～10:50
- 3校時 - 11:00～11:50
- 4校時 - 12:00～12:50
- 昼休み（昼食） - 12:50～13:40
- 5校時 - 13:40～14:30
- 6校時 - 14:40～15:30
- 7校時 - 15:40～16:30
- 清掃、SHR - 16:30～17:00

土曜日(概ね隔週)
- SHR  -  8:45～ 8:55
- 1校時 -  9:00～ 9:50
- 2校時 - 10:00～10:50
- 3校時 - 11:00～11:50
- 清掃、SHR - 11:50～12:20
- 中高ともに週に4回、7校時の授業が行なわれる。
- 他に、放課後に一部の生徒対象の補習講座、任意参加の希望制講座が行われる。
- 春・夏・冬休みには1コマ70分の必修/指名/希望講座が行われる。
- 月に2～3回土曜授業（午前中授業）が行われる。
- 学期末には授業時間を40分に縮めた短縮授業が実施される。
- 2020年度より新型コロナウイルス対策として、机等のアルコール消毒を行う為、昼食時間を5分延長し、其れに伴い5時間目以後の時間割も5分繰り下げられたが、2023年度より元の時間割(上記)に戻された。
- 2022年度までは月曜日・金曜日が6校時、火曜日から木曜日が7校時、土曜日が4校時だったが、「土曜日下校後、生徒によっては帰宅時刻が2時や3時になり、その後昼食になると、生活リズムが崩れてしまう。」と言うことから、2023年度より土曜日を3校時にする代わり、金曜日を7校時にすると言う変更があった。

## 年間行事
- 4月 - 入学式、内科検診・歯科検診、身体測定
- 5月 - 対面式・部活紹介、中間考査、英語ストーリー コンテスト（中2・中3）、インターハイ（高校総体）
- 6月 - 校内球技大会、中1宿泊研修（糸満）、中体連夏季大会、英語スピーチコンテスト（高1・高2）、期末考査
- 7月 - 保護者面談、弁論大会（高校）、夏期講習
- 8月 - 夏期講習、難関大ツアー（東京・関西）、中3宿泊研修（渡嘉敷）
- 9月 - りんどう祭（3年に1回）
- 10月 - 中間考査、日帰り研修（高2：郷土の歴史と文化、高3：国際理解）
- 11月 - 校内陸上競技大会（りんどう祭のない年に実施）、中2宿泊研修（名護）、期末考査
- 12月 - 文化講演会、生徒会長選挙（高校）、校内合唱コンクール（中学）、冬期講習
- 1月 - 入試特別対策講座（高3）、センター試験（高3）、創立記念日（1月23日）、修学旅行（高1）
- 2月 - 卒業式（高3）、生徒会長選挙（中学）、学年末考査
- 3月 - 学年末球技大会、認定式（中3）、春期講習

## 部活動
- 演劇部は、2011年に第34回沖縄県高等学校総合文化祭演劇部門並びに第21回沖縄県高等学校演劇研究大会での最優秀賞受賞、第53回九州演劇研究大会での優秀賞第一席、創作脚本賞受賞、第6回春季全国高等学校演劇研究大会フェスティバル2012(仙台大会)への参加推薦など活躍している。
- ディベート部は、2011年に第16回全国中学・高校ディベート選手権にて中高アベックで全国大会に出場するなど活躍している。
- 吹奏楽部は、2009年に第34回沖縄県吹奏楽アンサンブルコンテストにて高等学校の部 木管八重奏 金賞、金管八重奏 銀賞を受賞、2022年度沖縄県高等学校総合文化祭音楽部門にて、2023年度かごしま総文への派遣獲得など活躍している。
- 剣道部は、2010年に沖縄県高等学校総合体育大会にて個人男子優勝、直近でも全国大会派遣など活躍している。
- 2009年より同好会から昇格認可された中高将棋部は、2010年に第34回沖縄県高文連囲碁将棋夏季大会にて男女共に優勝を果たした。また、2010年8月に宮崎県で開催された第34回全国高校総合文化祭にて女子団体の部で準優勝に輝いた。さらに、2018年5月第42回沖公文連囲碁将棋夏季大会男子団体戦にて優勝した。
- 放送部は、2010年6月に行われたNHK杯全国高校放送コンテスト沖縄県大会において優秀賞を獲得し、全国大会へ派遣された。
- 部活動ではないが2010年沖縄県高等学校総合体育大会においてヨットFJ級で優勝、同じくSR級では準優勝に輝いた。
- 1984年、高校にサッカー部を設立。設立当初は野球部とグラウンドを共同で使用し、ゴールポストも野球のバッティング用ネットで代用していた。

## 著名な出身者

### 芸能
- 玉城満 - お笑いタレント、お笑いポーポーリーダー
- ベンビー - ローカルタレント
- キャンヒロユキ - お笑いタレント、放送作家
- 砂川信哉 - タレント、クイズプレイヤー
- 鶴渕さやか - リポーター
- Awich - ラッパー

### その他
- 比嘉奈津美 - 参議院議員、元衆議院議員
- 瀬名波文野 - 株式会社リクルートホールディングス取締役 兼 常務執行役員 兼 COO

## アクセス
モノレール
- 沖縄都市モノレール - 古島駅、または 儀保駅下車（タクシー5〜6分）

路線バス
出典 : 
| 運行事業者   | 路線・系統                                                                                            | 下車停留所                                   |
| ------------ | --- | -------------------------------------------- |
| 琉球バス交通 | 21番（新都心具志川線） 88番（宜野湾線） 90番（知花線） 98番（琉大（バイパス）線） 112番（国体道路線） | 「沢岻」または「陽明高校前」、徒歩8分        |
| 琉球バス交通 | 55番（牧港線） 56番（浦添線） 99番（天久新都心線）                                                    | 「宮城入口」または「沢岻入口」、徒歩10～15分 |
| 沖縄バス     | 47番（てだこ線） 87番（赤嶺てだこ線）                                                                 | 「沢岻大橋」、徒歩5分                        |
| 東陽バス     | 191番（城間（一日橋）線）                                                                             | 「第一経塚」、徒歩10分                       |